# Llista de caps d'estat d'Albània
L'actual cap d'estat d'Albània és el President.

## Caps d'estat de l'Estat Albanès (1912-1914)

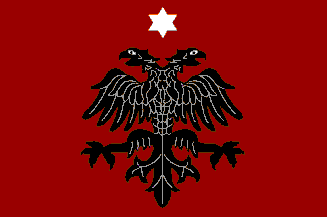
La Bandera de l'Estat Albanès (1912-1914)

| No. (Rep.) | Nom                        | Títol                      | Inici                  | Fi                   | Partit |
| ---------- | -------------------------- | -------------------------- | ---------------------- | -------------------- | ------ |
| 1.         | Ismail Qemali              | Cap del Govern Provisional | 28 de novembre de 1912 | 22 de gener de 1914  | Cap    |
| 2.         | Esad Paixà (Primer mandat) | Cap del Govern Provisional | 22 de gener de 1914    | 12 de febrer de 1914 | Cap    |
| 3.         | Fejzi Bej Alizoti          | Cap del Govern Central     | 12 de febrer de 1914   | 7 de març de 1914    | Cap    |

## Principat d'Albània (1914)

La Bandera del Principat d'Albània (1914)

| No. (Rep.) | Nom                      | Títol             | Inici             | Fi                    | Partit |
| ---------- | ------------------------ | ----------------- | ----------------- | --------------------- | ------ |
| 4. (1.)    | Guillem Frederic de Wied | Príncep d'Albània | 7 de març de 1914 | 3 de setembre de 1914 | Cap    |

## Caps d'estat de l'Estat Albanès (1914-1925)

La Bandera de l'Estat Albanès (1914-1920)

| No. (Rep.) | Nom                        | Títol                              | Inici                  | Fi                     | Partit |
| ---------- | -------------------------- | ---------------------------------- | ---------------------- | ---------------------- | ------ |
| 5. (1.)    | Qamil Musa Haxhi Feza      | Cap de la Commissió Administrativa | 3 de setembre de 1914  | Setembre de 1914       | Cap    |
| 6. (2.)    | Mustafa Bej Ndroqi         | Cap del Consell General            | Setembre de 1914       | 5 d'octubre de 1914    | Cap    |
| 7. (3.)    | Essad Pasha (Segon mandat) | Cap del govern provisional         | 5 d'octubre de 1914    | 24 de febrer de 1916   | Cap    |
| -          | Vacant                     | -                                  | 24 de febrer de 1916   | 28 de desembre de 1918 | -      |
| 8. (4.)    | Turhan Pashe Permeti       | Cap del govern provisional         | 28 de desembre de 1918 | 28 de gener de 1920    | Cap    |
| 9. (5.)    | Sulejman Bej Delvina       | Cap del govern nacional            | 28 de gener de 1920    | 30 de gener de 1920    | Cap    |
| -          | Vacant                     | -                                  | 30 de gener de 1920    | 31 de gener de 1925    | -      |

## Presidents de la Primera República (1925-1928)

La Bandera de la Primera República (1925-1928)

| No. (Rep.) | Nom        | Títol                     | Inici               | Fi                    | Partit |
| ---------- | ---------- | ------------------------- | ------------------- | --------------------- | ------ |
| 10. (1.)   | Ahmed Zogú | President de la República | 31 de gener de 1925 | 1 de setembre de 1928 | Cap    |

## Caps d'estat del Regne d'Albània (1928-1944)

La Bandera del Regne d'Albània (1928-1939)

La Bandera del Regne d'Albània (1939-1944)

| No.       | Nom                | Títol                                         | Inici                 | Fi                    | Partit |
| --------- | ------------------ | --------------------------------------------- | --------------------- | --------------------- | ------ |
| 11. (1.)  | Zogú I             | Rei d'Albània                                 | 1 de setembre de 1928 | 8 d'abril de 1939     | Cap    |
| 12. (2.). | Xhafer Ypi         | Cap provisional de la comissió administrativa | 8 d'abril de 1939     | 12 d'abril de 1939    | Cap    |
| 13. (3.)  | Shefqet Verlaci    | Cap d'estat interí                            | 12 d'abril de 1939    | 16 d'abril de 1939    | Cap    |
| 14. (4.)  | Víctor Manuel III  | Rei d'Albània                                 | 16 d'abril de 1939    | 3 de setembre de 1943 | Cap    |
| 15. (5.)  | Ibrahim Bej Bicaku | Cap provisional del comité executiu           | 3 de setembre de 1943 | 20 d'octubre de 1943  | Cap    |
| 16. (6.)  | Mehdi Bej Frasheri | Cap de l'alt consell de la regència           | 20 d'octubre de 1943  | 25 d'octubre de 1944  | Cap    |

## Caps d'estat de l'Albània Nazi (1944-1946)

La Bandera de l'Albània Nazi (1944-1946)

El 25 d'octubre de 1944 els nazis van ocupar Albània i així s'instaurà la dictadura nazi.
| No.      | Nom          | Títol       | Inici                | Fi                 | Partit |
| -------- | ------------ | ----------- | -------------------- | ------------------ | ------ |
| 17. (1.) | Adolf Hitler | Cap d'estat | 25 d'octubre de 1944 | 30 d'abril de 1945 | NSDAP  |
| 18. (2.) | Karl Dönitz  | Cap d'estat | 30 d'abril de 1945   | 23 de maig de 1945 | Cap    |
| -        | Vacant       | -           | 23 de maig de 1945   | 26 de maig de 1946 | -      |

## Caps d'estat de la República Popular Socialista (1946-1991)

La Bandera de la República Popular Socialista (1946-1991)

| No.      | Nom          | Títol                                        | Inici                  | Fi                     | Partit |
| -------- | ------------ | -------------------------------------------- | ---------------------- | ---------------------- | ------ |
| 19. (1.) | Omer Nishani | Cap de la presidència de l'assemblea popular | 26 de maig de 1946     | 1 d'agost de 1953      | LNC    |
| 20. (2.) | Haxhi Lleshi | Cap de la presidència de l'assemblea popular | 1 d'agost de 1953      | 22 de novembre de 1982 | PPSH   |
| 21. (3.) | Ramiz Alia   | Cap de la presidència de l'assemblea popular | 22 de novembre de 1982 | 30 d'abril de 1991     | PPSH   |

## Presidents de la Segona República (1991-actualitat)

La Bandera actual

| No.      | Nom              | Títol                            | Inici                | Fi                   | Partit |
| -------- | ---------------- | -------------------------------- | -------------------- | -------------------- | ------ |
| 21. (1.) | Ramiz Alia       | President de la República        | 30 d'abril de 1991   | 3 d'abril de 1992    | PSS    |
| -        | Kastriot Islami  | President Interí de la República | 3 d'abril de 1992    | 6 d'abril de 1992    | PSS    |
| -        | Pjeter Arbnori   | President Interí de la República | 6 d'abril de 1992    | 9 d'abril de 1992    | PDS    |
| 22. (2.) | Sali Berisha     | President de la República        | 9 d'abril de 1992    | 24 de juliol de 1997 | PDS    |
| -        | Skënder Gjinushi | President Interí de la República | 24 de juliol de 1997 | 24 de juliol de 1997 | PSD    |
| 23. (3.) | Rexhep Meidani   | President de la República        | 24 de juliol de 1997 | 24 de juliol de 2002 | PSS    |
| 24. (4.) | Alfred Moisiu    | President de la República        | 24 de juliol de 2002 | 24 de juliol de 2007 | Cap    |
| 25. (5.) | Bamir Topi       | President de la República        | 24 de juliol de 2007 | 24 de juliol de 2012 | PDS    |
| 26. (6.) | Bujar Nishani    | President de la República        | 24 de juliol de 2012 | actualitat           | PDS    |